# إدمون رزق
إدمون رزق (1934-)، سياسي ومحامي ونائب ووزير لبناني أسبق.

## النشأة والدراسة
ولد إدمون رزق في 11 مارس 1934 في بلدة جزين في الجنوب اللبناني. يعرف رزق نفسه أنه «لبناني... بكليتي لأن اللبنانية تتضمن الإنسانية في ابهى مظاهرها»، و«بأنه عربي أصيل وليس طارئا» فيما يقول عن عائلته انها «لبنانيّة، مارونيّة، ذات هوى عربي وقربى إسلاميّة.». والده أمين رزق (1890-1983) كان أديبا وصحفيا وشاعرا ورئيس تحرير صحيفتي «الحديث» و«الرواد».
تلقى دروسه الابتدائية والمتوسطة في مدرسة سيدة مشموشة في جزين، والثانوية في مدرسة الحكمة في بيروت، ثم التحق بجامعة القديس يوسف حيث درس الحقوق.

## الحياة العملية
مارس المحاماة منذ سنة 1958، وتدرج في مكتب النائب شفيق ناصيف. كان ضمن فريق المحامين الذين رافعوا عن سمير جعجع بعد اعتقاله عام 1994 كما ناب عائلة بشير الجميّل في قضية اغتياله.
عمل أيضا في حقل التعليم حيث درس اللغة والأدب العربي في مدارس الحكمة والأهلية للبنات والمعهد الأنطوني ببعبدا والمعهد اللبناني ببيت شباب.
نشط رزق لسنوات طويلة في الصحافة والإذاعة فكان عضوا في نقابة المحررين وكتب في الرواد، نداء الوطن، السياسة، الأنوار، العمل، النهار، اللواء، البيرق، الحوادث، المسيرة... كما عمل كمعلّق سياسي في إذاعة لبنان وفي تلفزيون لبنان.

## في حزب الكتائب
انتسب في سنة 1945 إلى «فرقة الأحداث» في الكتائب اللبنانية التي كانت تنشط آنذاك كمنظمة شبابية. تولى عام 1960 رئاسة إقليم جزين ثم رئاسة مجلس أقاليم الجنوب، وفي 1961 انتخب عضوا في المكتب السياسي. كما كلف مع جوزيف شادر بتمثيل الحزب في لجنة المتابعة والتنسيق التي شكلها الحلف الثلاثي لصياغة برنامج مشترك يجمع الكتائب مع الأحرار والكتلة الوطنية ومستقلين استعدادا لانتخابات 1968. كان رزق أحد مرشحي الحلف الثلاثين الفائزين في تلك الانتخابات وأول كتائبي في دائرة جزين يدخل البرلمان. غادر الحزب عام 1984 بعيد وفاة مؤسسه بيار الجميّل بعد دخوله في خلاف مع قيادته الجديدة. عرف رزق ببلاغته اللغوية حتى انه سمي بأحد خطيبي الكتائب الثلاثة مع الياس ربابي ولويس أبو شرف.

## في المجلس النيابي
دخل إدمون رزق المجلس النيابي عام 1968 بعد فوزه بأحد المقعدين المارونين عن دائرة جزين بعد ان استطاع اختراق اللائحة الشهابية المنافسة التي قادها جان عزيز، وتحصل على 8025 صوت مقابل 7812 لمارون كنعان. فازت لائحتة كاملة في انتخابات 1972 متحصلا على 8324 صوت في حين حاز حليفه الماروني فريد سرحال على 8873 صوت وزميلهما عن الروم الكاثوليك نديم سالم على 8648. شارك كنائب في الانتخابات الرئاسية 1970 و1976 واغسطس 1982 وسبتمبر 1982 و5 نوفمبر 1989 و22 نوفمبر 1989. ظل رزق ينشط في كتلة الكتائب النيابية إلى حين استقالته منها عام 1984 صحبة لويس أبو شرف بعد اعتراضهما على التصويت لصالح حسين الحسيني لرئاسة المجلس. انتمى بين 1987 و1989 إلى الكتلة البرلمانية المستقلة. لعب دورا هام في صياغة اتفاق الطائف كعضو في لجنة صياغة وثيقة الوفاق الوطني، حتى أصبح ينظر إليه كأحد مرجعيات الدستور الذي انبثق عنه. عام 2001 أسس صحبة عدد من النواب الذين شاركوا في المؤتمر «لقاء الوثيقة والدستور». ابتعد منذ عام 1992 عن المشاركة في الانتخابات النيابية، وفي 2018 ترشح نجله أمين في دائرة الجنوب الأولى (صيدا - جزين) بالتحالف مع تيار المستقبل إلا أنه انهزم أمام إبراهيم عازار وزياد أسود.

## في الوزارة
- وزيراً للتربية الوطنية والفنون الجميلة، في نيسان سنة 1973، في حكومة أمين الحافظ.
- وزيراً للتربية الوطنية والفنون الجميلة، في تموز سنة 1973، في حكومة تقي الدين الصلح.
- وزيراً للعدل، والإعلام، في تشرين الثاني سنة 1989، في حكومة سليم الحص.

## أعماله
- «رنين الفرح» (1958).
- «آراء ودماء» (1971).
- «الاثنا عشريّة» وهي المجموعة الأولى من أعماله الكاملة، وضمت كتب: في سبيل لبنان – شهادة في زمن الصمت – آراء ودماء (طبعة ثانية) – العلاقة السوريّة – مشاركة في الإسلام (مختارات من خطب على منابر المساجد والحسينيّات، ومقالات في مناسبات إسلاميّة) – في كنف المسيح – رنين الفرح (طبعة ثانية) – حباب الماء – نشيد الغربة – أيام الترف – في اذّكارهم – الملقَط. (1996)[5]